# River Trym
River Trym är ett vattendrag i Storbritannien.   Det ligger i riksdelen England, i den södra delen av landet, 170 km väster om huvudstaden London.